# Jožef Bachó
Jožef Bachó (tudi Josheph), slovenski tiskar madžarskega rodu, * 1769, verjetno Zagreb, † 14. julij 1854, Celje.
Bachó je leta 1810 ob poroki z drugo ženo Elizabeto, rojeno Novak, prevzel tiskarno in privilegij okrožnega tiskarja v Celju.